# Кичёв, Василий Григорьевич
Васи́лий Григо́рьевич Кичёв (1924—2005) — советский военно-морской деятель и теоретик, вице-адмирал, доктор военных наук.

## Биография
Родился 14 июля 1924 года в деревне Бучнево Попонаволоцкой волости Шенкурского уезда Архангельской губернии (ныне Вельского района Архангельской области). Его отец Григорий Иванович Кичёв (1891—1950), крестьянин, портной, семь лет прослужил на Балтийском флоте, был участником Первой мировой войны, в годы Гражданской войны принимал участие в боевых действиях в Архангельской губернии. Мать — Ирина Никаноровна (1897—1989), крестьянка, в 1940-х годах была председателем местного колхоза «Трудовик». Кроме Василия, в их семье было ещё два младших сына: Анатолий и Алексей.
Василий Кичёв в 1938 году поступил в Шенкурское педагогическое училище, которое окончил 21 июня 1941 года. Работал школьным учителем русского языка, литературы и физкультуры сначала в Липовке, затем в селе Михайловском Ровдинского района.
После прохождения курсов инструкторов по истреблению танков для обучения гражданского населения в 33-м запасном стрелковом полку Архангельского военного округа семь месяцев работал военруком Ровдинской средней школы.

### Начало военной службы
В октябре 1942 года призван в ряды РККА и направлен служить в Архангельск, в 33-й запасный стрелковый полк. Вначале В. Кичёв был назначен на курсы истребителей танков для гражданского населения, но вскоре красноармейца, имеющего специальное образование, отправляют для годичного обучения в Пуховичское пехотное училище, базировавшееся тогда в Великом Устюге, где в 1943 году ему было присвоено звание младшего лейтенанта.
После пехотного училища В. Кичёв продолжил обучение на военном факультете Центрального института физической культуры им. И. В. Сталина в Москве. В сентябре 1945 года ему была присвоена квалификация офицера-специалиста по физической подготовке и спорту Красной Армии.

### Послевоенные годы
После войны, в 1945—1946 годах, В. Г. Кичёв проходил службу в немецком городе Людвигслюст в должности начальника строевой и физической подготовки 32-го стрелкового корпуса Группы советских оккупационных войск в Германии. В феврале 1946 года его направили инструктором строевой и физической подготовки на гвардейский крейсер «Красный Крым» в составе Черноморского флота. Благодаря настойчивости и самообучению лейтенант Кичёв добился разрешения нести на крейсере службу вахтенным офицером, а затем продолжил обучение в Каспийском высшем военно-морском училище. В 1950 году он окончил с золотой медалью КВВМУ, а также юридический факультет Азербайджанского государственного университета (экстерном), имея таким образом к 26 годам три высших и два средне-специальных образования.

### Северный флот
В 1950 году старший лейтенант В. Г. Кичёв начал свою службу на Краснознамённом Северном флоте штурманом подводного минного заградителя «Л-20».
В 1951 году, когда руководители Мурманской области, имея в виду юридическое образование В. Г. Кичёва, настаивали на переводе его в органы прокуратуры, ему пришлось обратиться за помощью непосредственно к военно-морскому министру вице-адмиралу Н. Г. Кузнецову. Решение министра было однозначным: «Пусть служит!». Вскоре он был назначен на должность старпома лодки.
В 1954 году, после окончания Высших офицерских курсов подводного плавания, В. Г. Кичёв был назначен командиром подводной лодки «С-272» в составе Беломорской флотилии.
С июня 1957 года капитан 2-го ранга В. Г. Кичёв — командир 73-го отдельного дивизиона подводных лодок Северного флота. Дивизион был сформирован с целью освоения базирования на Новой Земле, а именно в Белушьей Губе. Однако базирование подводных лодок в зимних условиях оказалось здесь крайне тяжёлым. Сильные морозы, приливно-отливная подвижка льда вынуждала личный состав постоянно обкалывать лёд вокруг лодок. Это была первая и последняя попытка базирования подлодок на Новой Земле. Весной следующего года дивизион был переведён в Полярный.
1958 год — командир 25-й бригады 33-й дивизии подводных лодок Северного флота, которая состояла из 25 лодок и одной плавбазы.
В 1960—1962 годах В. Г. Кичёв обучался в Военной академии Генерального штаба, которую также окончил с золотой медалью.
1962 год — начальник штаба — начальник штаба и заместитель командующего 1-й Краснознамённой флотилией атомных подводных лодок.
3—17 сентября 1963 года капитан первого ранга В. Г. Кичёв командует первым переходом атомных подводных лодок «К-115» и «К-178» из Баренцева моря подо льдами Северного Ледовитого океана на Тихоокеанский флот. За этот поход он получил свой первый орден Ленина.
В 1967 году В. Г. Кичёв назначается командиром 12-й эскадры стратегических ракетных подводных лодок, состоящей из трёх дивизий. Через два года эскадра была объявлена лучшим объединением Военно-Морского флота СССР.
В феврале 1969 года назначен начальником оперативного управления ВМФ и вновь возглавил групповой переход атомных подводных лодок К-55 проекта 658 и К-42 проекта 627 через Северный Ледовитый океан на боевое дежурство в район Чукотского моря. С 25 июля по 6 сентября 1969 года К-55 прошла из губы Сайда в бухту Крашенинникова 1735 морских миль под водой за 128 часов. После прибытия на Тихоокеанский флот К-55 без заходов на базу вышла на боевую службу в Тихий океан, что было осуществлено впервые. Контр-адмирал В. Г. Кичёв награждён за этот переход вторым орденом Ленина.
9 ноября 1971 года В. Г. Кичёву присвоено звание вице-адмирала, и в том же году он назначается начальником штаба — первым заместителем командующего Краснознамённым Северным флотом в Североморске.
С сентября 1974 года — первый заместитель начальника Военно-морской академии по учебной работе в Ленинграде. В течение 10 лет В. Г. Кичёв читал слушателям лекции по оперативному искусству, руководил учебно-методической работой. Много сделано им было для повышения режима секретности и пресечения утечки секретной информации, а также для создания комплексной учебно-лабораторной базы. Служебная деятельность вице-адмирала в академии была отмечена в 1979 году орденом Октябрьской революции.
В 1984 году Министр обороны назначил В. Г. Кичёва помощником представителя Главнокомандующего Объединёнными вооружёнными силами стран-участниц Варшавского договора по военно-морским силам при Фольксмарине (ГДР). Работал в городе Ростоке в течение пяти лет.

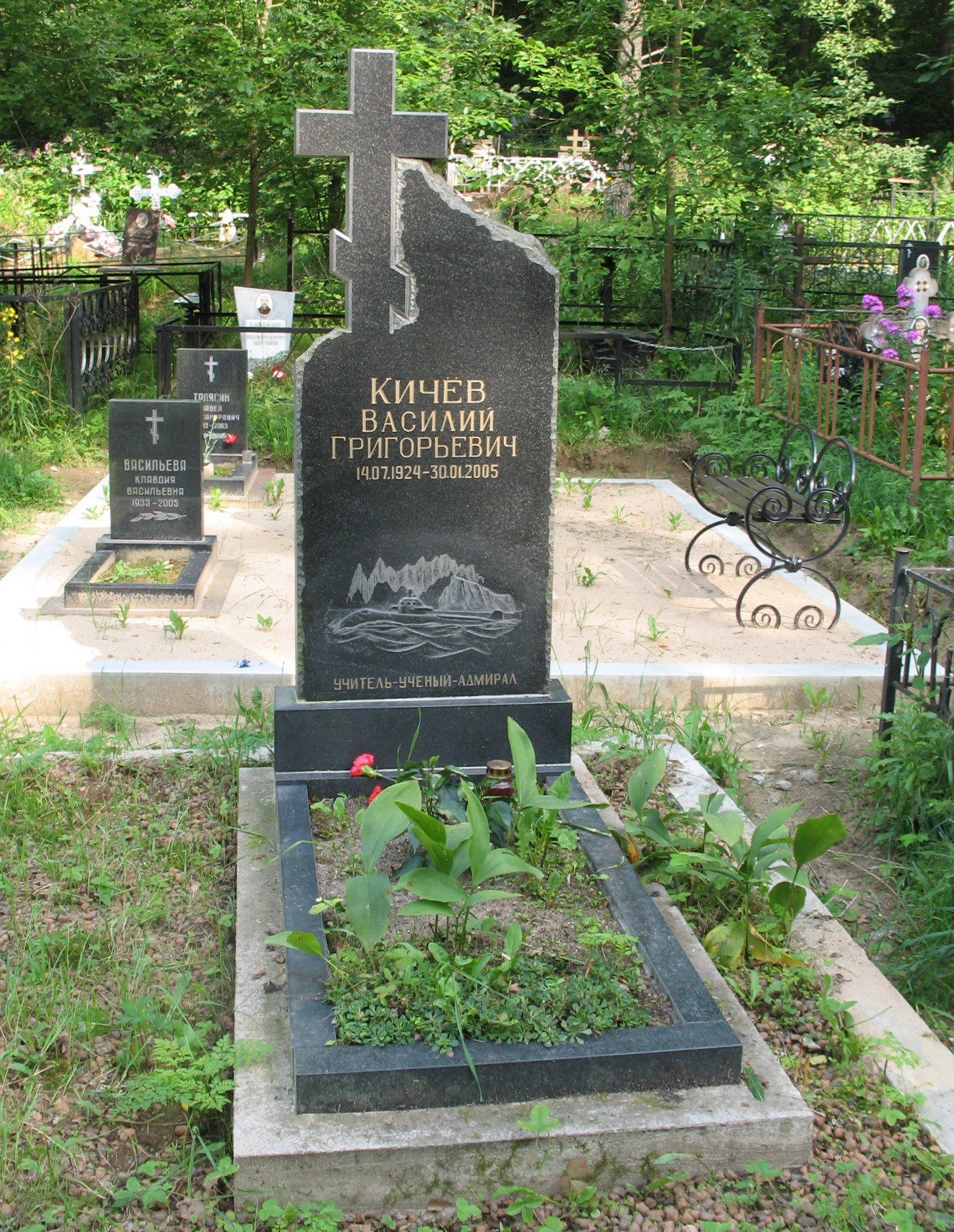
Надгробный памятник В. Г. Кичёву на кладбище «Красная Горка»

23 декабря 1989 года В. Г. Кичёв завершил военную службу в звании вице-адмирала и вышел в отставку.
Умер 30 января 2005 года в Петербурге на 81-м году жизни. Похоронен на кладбище «Красная Горка» возле одноимённой деревни во Всеволожском районе Ленинградской области.
Решением Собрания депутатов муниципального образования «Вельский муниципальный район» от 18 мая 2005 года № 49 присвоено звание «Почётный гражданин города Вельска» (посмертно).
27 июля 2007 года, накануне Дня Военно-Морского флота, в деревне Бучнево, где Василий Григорьевич проводил каждый свой отпуск, при участии Вельского военно-морского клуба и земляков был открыт памятник В. Г. Кичёву. Ежегодно около трёх десятков моряков, жителей Вельского и Шенкурского районов, жизни которых связаны с подводным флотом, собираются у памятника адмиралу в день его рождения.

## Научная деятельность
Доктор военных наук (1970), профессор кафедры оперативного искусства. Автор ряда научных трудов. Разработал оперативно-тактический тренажёр «Океан», написал учебное пособие «Курс высшей математики» для практического применения в вопросах тактики и оперативного искусства ВМФ.

## Награды
Имеет 27 правительственных наград, в том числе:
- два ордена Ленина (1963, 1969)
- орден Октябрьской революции (1979)
- орден Красного Знамени
- два ордена Красной Звезды
- медали СССР
- ордена и медали ГДР, ПНР, ЧССР

## Семья
С 1947 года был женат на Галине Ильиничне Кичёвой (1924—2017).
Военно-морская династия Василия Григорьевича Кичёва и его отца была продолжена сыном — Александром Васильевичем Кичёвым (1948—2002; капитан 2-го ранга, служил на Северном флоте флагманским штурманом дивизии атомных подводных лодок), а также племянниками:
- Владимиром Тимофеевичем Кичёвым (капитан 2-го ранга),
  - его сын Олег Владимирович Кичёв служит на Северном флоте.
- Николаем Тимофеевичем Кичёвым (капитан 1-го ранга, командир атомной подводной лодки),
- Виктором Алексеевичем Кичёвым (капитан 2-го ранга, научный работник).

Дочь В. Г. Кичёва Ирина (род. 1951) окончила Ленинградский кораблестроительный институт, работала на оборонном предприятии.